# Dargāhlū
Dargāhlū (persiska: درگاه لو) är en ort i Iran.   Den ligger i provinsen Ardabil, i den nordvästra delen av landet, 500 km nordväst om huvudstaden Teheran. Dargāhlū ligger 617 meter över havet och antalet invånare är 292.
Terrängen runt Dargāhlū är huvudsakligen lite kuperad. Dargāhlū ligger nere i en dal. Runt Dargāhlū är det ganska glesbefolkat, med 43 invånare per kvadratkilometer. Närmaste större samhälle är Qarah Khān Beyglū, 6,4 km väster om Dargāhlū. Trakten runt Dargāhlū består till största delen av jordbruksmark.